# Selma Bajrami
Selma Bajrami (Mramor (Tuzla, BiH), 4. srpnja 1980.) je poznata bosanskohercegovačka folk pjevačica. Izvodi zabavnu i folk glazbu. Prvi album pod nazivom „Kad suza ne bude“ snimila je 1998. godine u Beogradu u studiju „Time“. Autor pjesama je bio Milić Vukašinović. Drugi album 1999. godine je radila u studiju Miće Nikolića. S njega su se pored naslovne pjesme „Ljubav si ubio gade“, izdvojile i pjesme „Život liječi rane“ i „Pijanica“. Svoj sljedeći album i prvi u produkciji Dejana Abadića, koji je izašao pod nazivom „Žena sa Balkana“ 2002. godine, donio je neki novi zvuk, pjesme poput „Nano“, „Škorpija“, „Žena sirena“ i „Bićeš moj“ su krenule prema vrhovima folk top ljestvica. Zahvaljujući pjesmi „Žena sirena“ Selma je od publike i kolega dobila nadimak koji, prema vlastitim riječima s ponosom nosi. Autori pjesama na Selminom albumu koji je izašao 2004. godine pod nazivom „Kakvo tijelo Selma ima“ bili su Dragan Brajović Braja, Dragiša Baša i Nanin iz Tuzle. Zanimljivo je da je tekst za pjesmu „Ljubavi jedina“ napisala sama Selma. Ovo je bio drugi album urađen u produkciji Dejana Abadića. U stankama između snimanja albuma Selma je imala par izleta u žanr zabavne glazbe. Njen rad sa sastavom IF iz Tuzle ostao je veoma zapažen, kao i njeno sudjelovanje na Eurosongu s pjesmom Ranka Bobana „Zaljubljena“.

## Diskografija

### Studijski albumi
- Kad suza ne bude… (1998)
- Ljubav si ubio gade (1999)
- Revolucija (2001)
- Žena sa Balkana (2002)
- Kakvo tijelo Selma ima (2004)
- Ostrvo tuge (2007)
- Zakon sudbine (2010)
- Selma (2014)
- Embargo (2024)

### Singlovi
- Ne vjeruj muškarcima (1999) s grupom IF
- Ne mogu bez tebe (2000) s grupom IF
- Ako se desi (2000) s grupom IF
- Zaljubljena (2003)
- To vodu ne pije (2005) s Amirom Kazićem Leom
- Gdje će ti duša (2006) s Enesom Begovićem

## Videografija
| Naziv                                          | Godina | Reditelj(i)       |
| ---------------------------------------------- | ------ | ----------------- |
| “Pijanico”                                     | 1999.  | Arthur            |
| “Život liječi rane”                            | 1999.  | Arthur            |
| “Ljubav si ubio gade”                          | 1999.  | Arthur            |
| “Moj golube”                                   | 1999.  | Arthur            |
| “Ne vjeruj muškarcima”                         | 1999.  | Arthur            |
| “Ne mogu bez tebe”                             | 2000.  | Arthur            |
| “Tako sam mlada”                               | 2001.  | Arthur            |
| “Svi ste vi isti”                              | 2001.  | Arthur            |
| “Nana”                                         | 2002.  | Arthur            |
| “Žena sirena”                                  | 2002.  | Arthur            |
| “Kakvo tijelo Selma ima”                       | 2004.  | iCode Team        |
| “To vodu ne pije” (with Leo)                   | 2005.  | Hayat Production  |
| “Tijelo uz tijelo”                             | 2005.  | Gotiva Production |
| “Ostrvo tuge”                                  | 2007.  | Dejan Milićević   |
| “Promijeni se”                                 | 2007.  | Dejan Milićević   |
| “Šta je od Boga, dobro je” (s Elvirom Mekićem) | 2009.  | Dejan Milićević   |
| “Farmerice”                                    | 2009.  | Gotiva Production |
| “Voli me do bola”                              | 2011.  | Hayat Production  |
| “Bakšiš”                                       | 2011.  | Dejan Milićević   |
| “Nisam ti oprostila”                           | 2013.  | Dejan Milićević   |
| “Tijelo bez duše”                              | 2014.  | Dejan Milićević   |
| “Mlađe slađe” (s Enelom Palavrom)              | 2015.  | IDJVideos         |
| “Zvjerka                                       | 2016.  | Avik Shanic       |
| “U zemlji krvi i meda”                         | 2016.  | Dejan Milićević   |
| “Incidentno”                                   | 2017.  | TropicalLifeIsFun |
| “Rizik”                                        | 2018.  | Imperia videos    |
| “Lažni gospodin”                               | 2019.  | Dejan Milićević   |
| “Neka gori ova noć” (s Belminom Malkićem)      | 2021.  | TropicalLifeIsFun |
| “Prva žena”                                    | 2022.  | CukiTon           |
| “Samo tvoje oči”                               | 2022.  | Ivica Stefanović  |
| “Maska”                                        | 2022.  | xVisual           |
| “Harem”                                        | 2023   | Dejan Milićević   |
| “Dama”                                         | 2024.  | Haris Dubica      |

## Vanjske poveznice
- Službena stranica  Arhivirana inačica izvorne stranice od 31. siječnja 2011. (Wayback Machine)
- Discogs

Facebook
Instagram
Twitter
TikTok
YouTube